# La vida d'en Pi (pel·lícula)
La vida d'en Pi (títol original en anglès: Life of Pi) és una pel·lícula estatunidenca de drama i aventures, en 3D, live-action i animada per ordinador estrenada el novembre del 2012. Basada en la novel·la homònima de Yann Martel, fou dirigida per Ang Lee i protagonitzada per Suraj Sharma, Irrfan Khan i Rafe Spall. Ha estat doblada al català per TV3.
La història es desenvolupa al voltant d'un home indi anomenat Piscine Molitor "Pi" Patel, habitant del Canadà, que explica a un escriptor la història de la seva vida i com sobreviu, amb setze anys, a un naufragi on mor la seva família, i és abandonat a l'oceà Pacífic en un bot salvavides amb un tigre de Bengala, en Richard Parker.
La vida d'en Pi va ser nominada a tres Globus d'Or, incloent la millor pel·lícula dramàtica i el millor director. Va guanyar el Globus d'Or a la millor banda sonora original.

## Argument
En Pi Patel (Suraj Sharma), un immigrant de Pondicherry a l'Índia que viu al Canadà, és sorprès per un escriptor local que creu que la història viscuda per en Pi seria un gran llibre. En Pi li relata la seva vida.
Els seus pares li havien posat el nom de Piscine Molitor en referència a una famosa piscina de França. Ell canvia el seu nom pel de Pi (el nombre π) quan comença l'educació secundària perquè està cansat de les burles amb el sobrenom "Pis". La seva família és propietària d'un zoo local i en Pi s'interessa pels animals, especialment per un tigre de Bengala anomenat Richard Parker. Per tal d'ensenyar-li la realitat de la naturalesa de l'animal com a carnívor, el pare d'en Pi l'obliga a veure com el tigre mata una cabra. Ell és hindú i vegetarià, però als dotze anys s'endinsa en el cristianisme i l'islam, i comença a seguir totes tres religions. Com a adult, afirma que ell és catòlic-hindú-musulmà, i quan li pregunten si també és jueu contesta que imparteix classes de càbala a la universitat.
Quan en Pi té setze anys, el seu pare decideix tancar el zoo i traslladar la família al Canadà, a més de vendre els animals del zoològic. Així doncs, s'embarquen en un vaixell de càrrega japonès. La nau pateix una forta tempesta i comença a enfonsar-se mentre en Pi queda meravellat per la tempesta a la coberta. Intenta trobar la seva família, però un membre de la tripulació el col·loca en un bot salvavides. Des del mar, en Pi observa amb impotència com s'enfonsa el vaixell, matant la seva família i la tripulació.
Després de la tempesta, en Pi es troba al bot salvavides amb una zebra ferida i una orangutan que ha perdut la seva cria al naufragi. Una hiena apareix i mata la zebra. A més, aquest animal també fereix mortalment l'orangutan en una lluita. De sobte, el tigre Richard Parker surt de sota la lona i mata i es menja la hiena.
En Pi troba aliments d'emergència i aigua al bot. Construeix un petit rai de flotadors per tal de romandre a una distància segura del tigre. En adonar-se que ha d'alimentar l'animal per a protegir-se, comença a pescar, amb un cert èxit. També recull l'aigua de la pluja per poder beure. En un moment determinat ha de retornar al bot per rescatar al tigre que havia saltat del vaixell per anar a caçar peixos. En una trobada nocturna amb una balena, en Pi perd una part important de les seves provisions. Davant de la gana, menja peix cru. Després de molts dies al mar, s'adona que ja no pot seguir vivint a la balsa i entrena en Richard Parker perquè l'accepti al bot. També s'adona que el fet de cuidar el tigre el manté viu.
Després de setmanes al mar, quan ja se li esgoten les forces, arriba a una illa de plantes comestibles, amb un gran bosc, aigua dolça i una gran població de suricates. Tant en Pi com en Richard Parker mengen i beuen lliurement i recuperen forces. Però, a la nit, l'illa es transforma en un entorn hostil, amb l'aigua dolça que es converteix en àcid. En Pi troba una dent humana a l'interior d'una planta i arriba a la conclusió que aquestes són carnívores, i que ha d'abandonar l'illa.
El bot salvavides finalment arriba a la costa de Mèxic. Per fi de retorn a terra ferma, en Richard Parker s'allunya d'en Pi i s'atura a la vora de la selva. En Pi espera que el tigre es giri cap a ell i li faci un gest de comiat, però en lloc d'això mira la selva durant una estona i se'n va. En Pi, massa dèbil per a continuar, es queda a la sorra. És rescatat per un grup de persones que el condueixen a l'hospital, però es posa a plorar perquè el tigre l'ha abandonat.
A l'hospital, els agents de l'assegurança del vaixell de càrrega japonès arriben per escoltar el relat dels fets. Troben que la història és increïble però li demanen a en Pi que els expliqui el que va passar realment, encara que només sigui perquè el seu informe sigui creïble. Ell respon amb una versió menys fantàstica però detallada, de compartir el bot amb la seva mare, un mariner amb una cama trencada i el cuiner del vaixell. En aquesta història, el cuiner mata el mariner per a utilitzar-lo com a esquer i aliment. Més tard, en una lluita, la mare d'en Pi l'empeny en una balsa petita i el cuiner l'apunyala mentre cau per la borda cap als taurons. Més tard, en Pi torna a agafar el ganivet i mata el cuiner.
En l'actualitat, l'escriptor aprecia un paral·lelisme entre les dues històries: l'orangutan era la mare d'en Pi, la zebra era el mariner, la hiena el cuiner i en Richard Parker, en Pi. En Pi li pregunta a l'escriptor quina història prefereix. Aquest tria el conte amb el tigre, al qual en Pi respon: "I així és amb Déu". Fullejant una còpia de l'informe dels agents de l'assegurança, l'autor s'adona d'un comentari final sobre la "notable gesta de sobreviure 227 dies al mar, sobretot amb un tigre", cosa que significa que els agents també van triar aquella història.

## Efectes especials
La vida d'en Pi va fer real allò inimaginable a través dels espectaculars efectes especials (fins i tot premiats per l’Acadèmia en la seva 85a edició).

### Espai
La majoria de la pel·lícula es desenvolupa en una inestable barcassa a mar obert, pel que era indispensable una representació realista d’aquest cos aquàtic. Per a aconseguir aquest efecte, es va crear una pantalla blava de 75x30 metres, en un estany de 3 metres de profunditat. Això combinat amb 12 turbines de diferents mides que bombejaven aigua a diferents velocitats, va permetre crear onades de mides i intensitats variades que incrementaven el realisme.
Bill Westenhofer, supervisor dels Efectes Visuals de R&H (Rythm & Hues), es va traslladar a Taiwan durant uns mesos per estudiar el comportament de les onades.

### Barca
Per escenaris com la barca en què Pi i Richard Parker conviuen, es van utilitzar gairebé 2.000 dissenys i plans reals a més de milers de fotografies de barques fotografiades a Vancouver (Canadà) a fi d’obtenir detalls de la seva estructura.

### Tigre
Contràriament al que pot semblar en veure la pel·lícula, Richard Parker (el tigre), no és un animal real. Només en quatre escenes els productors van utilitzar un tigre de bengala de veritat, i en la resta es va usar un ninot que més tard es va animar amb el software d’animació Voodoo.
L’alta precisió en els moviments de l’animal i el realisme absolut en expressions del rostre es producte de dos anys d’observació exhaustiva del comportament de felins reals sotmesos a diverses situacions. (En la pel·lícula veiem Richard Parker nedant, agressiu, patint, calmat, mullat, sec, fort, escanyolit, el que ens indica que els felins van ser estudiats en tots aquests contextos.)
El desenvolupament de l’animació va durar prop d’un any. Els artistes, primer, van crear l’aparença de l’animal capa per capa: primer l'esquelet (indispensable per controlar els moviments més bàsics). A continuació es va incorporar el múscul, la capa de pell i, per fi, el pelatge. Finalment la incorporació de la llum, va ser atribuïda a un equip d’il·luminació especialitzat per a representar les diferents escenes.

### Tecnologia
Alguns dels programaris utilitzats per a l'elaboració d’efectes especials de la pel·lícula són els següents:

#### Houdini
Houdini és un software d’animació 3D d’alta gamma, per a modelat, animació, il·luminació i volum entre altres funcions. En la pel·lícula va ser aplicat a les onades, per crear diferents matisos d’il·luminació i color.

#### Voodoo
Aquest software d’animació (propietat de R&H) va ser utilitzat per donar-li vida a Richard Parker, el tigre.

#### CAVE
CAVE és un sistema de visualització que permet accedir a diferents arxius de manera simultània en diverses estacions de treball, sense importar la seva ubicació.

#### Arri Alexa
Aquesta càmera grava simultàniament arxius Apple QuickTime i ProRes, a més de  proporcionar sortides de vídeo HD i arxius ArriRaw sense comprimir.

#### NVIDIA Tesla K20 GPU
És una tarjeta gràfica per a la visualització, processament i treball de postproducció.

## Repartiment
- Suraj Sharma - Pi Patel
- Irrfan Khan - Pi (adult)
- Tabu - Mare d'en Pi
- Adil Hussain - Pare d'en Pi
- Shravanthi Sainath - Anandi (Xicota d'en Pi)
- Gérard Depardieu - El cuiner
- Rafe Spall - Escriptor
- Ravo - Germà d'en Pi

## Premis i nominacions

### Premis
- 2013: Oscar al millor director per Ang Lee
- 2013: Oscar a la millor fotografia per Claudio Miranda
- 2013: Oscar a la millor banda sonora per Mychael Danna
- 2013: Oscar als millors efectes visuals per Bill Westenhofer, Guillaume Rocheron, Erik De Boer i Donald Elliott
- 2013: Globus d'Or a la millor banda sonora original per Mychael Danna
- 2013: BAFTA a la millor fotografia per Claudio Miranda
- 2013: BAFTA als millors efectes visuals per Bill Westenhofer, Guillaume Rocheron, Erik De Boer i Donald Elliott

### Nominacions
- 2013: Oscar a la millor pel·lícula
- 2013: Oscar al millor guió adaptat per David Magee
- 2013: Oscar a la millor cançó original per Mychael Danna (música) i Bombay Jayashri (lletra) amb "Pi's Lullaby"
- 2013: Oscar al millor muntatge per Tim Squyres
- 2013: Oscar al millor so per Ron Bartlett, Doug Hemphill i Drew Kunin
- 2013: Oscar a la millor edició de so per Eugene Gearty i Philip Stockton
- 2013: Oscar a la millor direcció artística per David Gropman i Anna Pinnock
- 2013: Globus d'Or a la millor pel·lícula dramàtica
- 2013: Globus d'Or al millor director per Ang Lee
- 2013: BAFTA a la millor pel·lícula
- 2013: BAFTA al millor director per Ang Lee
- 2013: BAFTA a la millor música per Mychael Danna
- 2013: BAFTA al millor guió adaptat per David Magee
- 2013: BAFTA al millor muntatge per Tim Squyres
- 2013: BAFTA al millor disseny de producció per David Gropman i Anna Pinnock
- 2013: BAFTA al millor so per Philip Stockton, Drew Kunin, Eugene Gearty i Ron Bartlett
- 2014: Grammy a la millor banda sonora per mitjà visual per Mychael Danna